# 小牧東インター有料道路
小牧東インター有料道路（こまきひがしインターゆうりょうどうろ）は、愛知県小牧市の中央自動車道小牧東ICから春日井市の国道19号に至る道路である。愛知県道路公社が管理する一般有料道路であったが、2016年3月27日をもって、償還期間終了に伴い無料化された。
全線において愛知県道49号春日井犬山線に指定されている。

## 沿革
- 1986年3月27日：開通
- 2016年3月27日：30年目に無料化

## 総延長
- 全線1.6km

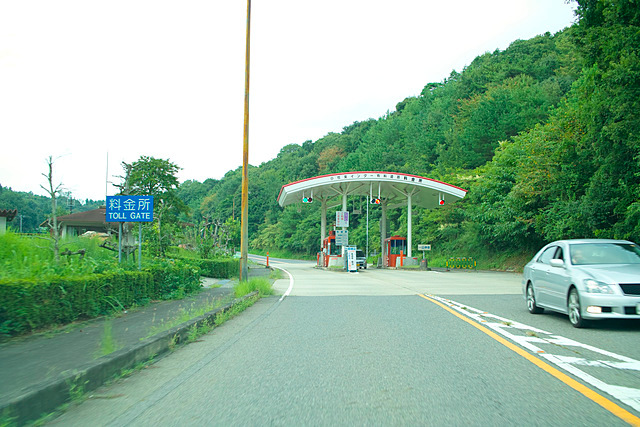
有料時代の料金所 （2010年9月当時）
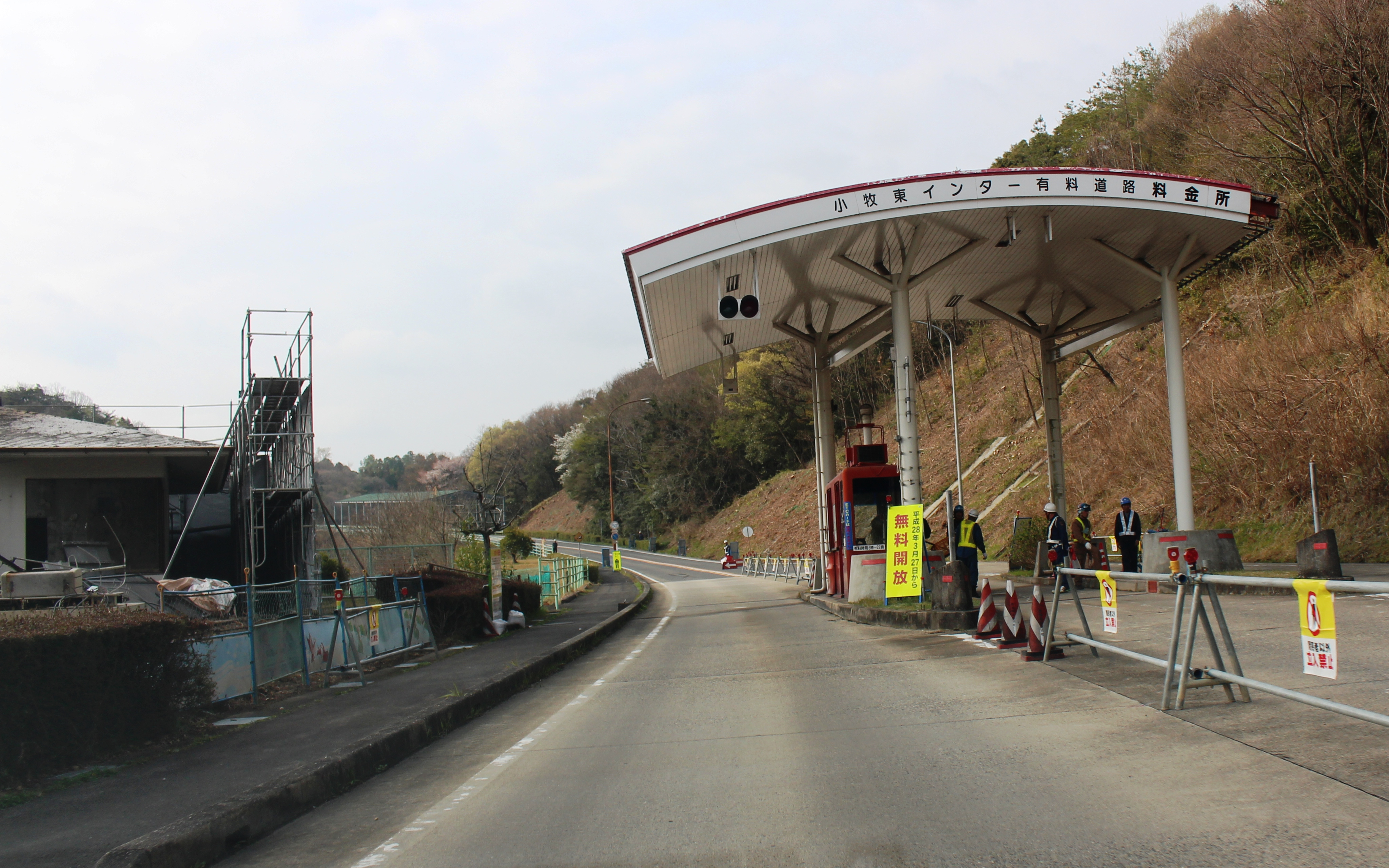
無料化後に撤去工事中の料金所 （2016年4月）

## 有料時代の通行料金
| 車 種        | 車 種 詳 細 | 料 金 単位（円） |
| ------------ | --- | ---------------- |
| 普通車       | 小型乗用車 軽自動車 普通乗用車 普通貨物車（総重量8t未満・最大積載5t未満・3軸以下） マイクロバス                     | 200              |
| 大型車 （1） | 乗合バス（8t以上・29人以下） 普通貨物車（総重量8t以上又は最大積載5t以上・3軸以下） 普通貨物車（総重量25t以上・4軸） | 320              |
| 大型車 （2） | 観光バス 普通貨物車（4軸以上） 大型特殊自動車                                                                       | 750              |
| 軽自動車等   | 軽自動車 自動二輪車 小型特殊自動車                                                                                  | 200              |
| 軽車両等     | 原動機付自転車 軽車両自転車                                                                                         | 20               |

- ETCには対応していなかった。
- 料金徴収時間 : 06:00 - 22:00

## 回数券
- 料金所（春日井市明知町字畦知洞3807）で販売していた。08:00 - 17:00（毎日）。